# 中河 (杭州)
中河，位于中国浙江省杭州市上城区、下城区境内，南起钱塘江边闸口小桥的双向泵房，北由新横河过新坝注入中河，全程约10千米。今天的中河为古代盐桥河、龙山河、新横河的合称，盐桥河和龙山河的起源众说纷纭，最早可以追溯到唐代，而新横河为晚清开凿以沟通中、东、西三河的河道。杭州中河-龙山河是世界文化遗产大运河杭州段的11处遗产点之一，中河南段古桥及古泉也被列入杭州市文物保护单位。

## 历史

### 现状
中河全长10.423千米，宽8至10米，自钱塘江边闸口小桥的双向泵房，沿复兴街南侧一路东流至美政桥，再穿过复兴街向东北方向流至南星桥，沿中河路（建于1986年）一路北上穿越市区，至体育场路梅东高桥以北的田家桥（今水星阁小区旧地名）附近东折沿新横河过新坝注入东河。今天的中河为舊時新横河、盐桥河和龙山河之合称：中河河道最早开凿于唐代，宋代城内河流称盐桥河，城外称龙山河，清代两河合称中河，清光绪五年北端又开新横河与东河沟通。今凤山桥以南河道仍存旧名龙山河，长4.4千米；北段下游东西向河道亦存新横河之名，长約0.75千米。旧时中河从龙山闸（俗称闸口）汲取钱塘江水作为水源，补充城中各河水量，1950年代虽然龙山闸已废但船只尚可翻坝入河，因此仍称中河南起龙山闸。后来原为闸口小桥至龙山闸段河道淤塞，改为管道通至江边，并设置调控闸门一座。1986年复兴街改造时，建设一座双向泵站，在平时自钱塘江取水，汛期又能够排水至钱塘江。由于中河水位较高，杭州市区部分河道依靠中河补给水源，中河凤山门南侧建有水闸通过地下渠道向贴沙河输水，新宫桥过去也设有闸门通过地下暗渠向东河供水。:136-137杭州中河-龙山河也是2014年大运河杭州段11处遗产点之一。

### 历史变迁
中河在凤山门以南城外河道又名龙山河，这一河道最早开凿于隋代至吴越。隋炀帝开凿大运河直达钱塘江畔的柳浦，1980年代学者徐吉军考察杭州城南运河时，当地人或谓龙山河为隋炀帝运粮河。也有学者认为开凿于唐代中后期，为当时开凿的三条沙河之一。还有人认为开凿于吴越时期，为当时与海塘平行的河段。龙山河旧自钱塘江畔龙山闸至凤山水门，共计6千米。龙山河通航以后，来自安徽、浙江西南部的木材顺钱塘江而下，最终运输到美政桥到六和塔之间的江滩上，排队等待进入龙山河。由于龙山河水位较钱塘江低，所以商品入河则需要在龙山闸排队或人力搬运到河道，最终到达凤山门外的木材市场。吴越以前，龙山河都是江潮直入河道，但钱镠在龙山河开辟浙江、龙山二闸门，涌入的江潮水先在二闸间沉淀泥沙，再进入运河河道。北宋时，两闸逐渐废置，直到苏轼按照旧制复设。南宋时皇宫设在凤凰山靠近龙山河，因此龙山河不再通航而日渐湮塞。元延祐三年（1316年），行省丞相脱脱下令疏浚龙山河以便航运，至正六年（1346年）其子达识帖木儿再度疏浚。明嘉靖二十六年（1547年），由于中河水位高故改闸为坝，“江头翻坝”的说法一直沿用至今。
中河再凤山门以上城内河道原称鹽橋河，苏轼《申三省起請開湖六條狀》称盐桥河，南宋《淳祐临安志》称鹽橋運河，明《钱塘县志》称郡城大河，明《仁和县志》称大河，宋代与茅山河、市河、清河并为杭州城内四河之一，明人将盐桥河等三河称为“上河”，今天的东河与上塘河为“中河”，俗称大河。盐桥河最早可以追溯到唐代开凿的沙河。北宋苏轼任官杭州時，城內有茅山河、鹽橋運河二河，茅山河南抵龍山閘，鹽橋河南至州前碧波亭，兩河分別北出餘杭、天宗二門，在門外匯合。鹽橋专门用来接纳清湖河（一名西河）的西湖湖水以補运河水量，茅山河則專門用來接納江潮泥沙，茅山河上游修築龍山閘。:176
新横河西接盐桥河河段，东原在新横河桥入东河，东西平行于环城北路和体育馆路之间，全长0.75千米，均宽18米，水质较为清澈。此段最早开凿于清光绪五年（1879年），民国《杭州府志》称“新开运河”，简作“新横河”并沿用至今。河道最初沟通中河、东河和小河（又称西河）三河，航行船只可以在城中过坝而不必绕道城外，便利了运河交通，但河道也容易淤塞，需要不时疏浚。:176-177

## 古桥和古迹
中河的特色在于其桥梁，10千米的河道上存在着近40座各类桥梁，其中有20多座历史上修筑的桥梁得以保存至今，大多都始建于宋代，一部分建于明清。此外凤山水门也一直保存至今。:137-138
| 名称                                                       | 别名                       | 位置                                 | 简介 | 图片 | 地理坐标                                            |
| ---------------------------------------------------------- | -------------------------- | ------------------------------------ | --- | ---- | --------------------------------------------------- |
| 水澄桥市                                                   | 水登桥                     | 东靠原闸口电厂，西接水澄桥下         | 为三孔石梁桥，至迟建于康熙年间。桥西原有水登庙，因而又名水登桥。桥南原设有闸，钱塘江水由此进入中河。现桥建于清光绪二十六年（1900年）8月。 |      | 30°12′20″N 120°08′56″E / 30.20560°N 120.14878°E     |
| 化仙桥市                                                   | 抽分木桥                   | 东出原复兴街，西接大巷口             | 为单孔石拱桥，原为木桥，名抽分木桥，后因为多有人过桥不慎落桥溺水而亡，乡人徐源改建为石桥。现桥建于明成化三年（1477年），清光绪二十四年（1898年）修缮。 |      | 30°12′27″N 120°09′10″E / 30.20747°N 120.15290°E     |
| 海月桥市                                                   |                            | 东出原复兴街，西接海月桥下和余家荡   | 为三孔石拱桥，传说造桥之时旁边有潭映照秋月，似海中有月，故名海月桥。现桥建于明万历年间，清道光三年（1823年）修缮。 |      | 30°12′36″N 120°09′28″E / 30.21002°N 120.15774°E     |
| 洋泮桥市                                                   | 洋潘桥                     | 东出原复兴街，西接原复习里街         | 为单孔石拱桥，南宋时即已存在，原名洋泮桥。明代时候，桥旁原有大慈寺、龙王庙和木叶公所。现桥建于明万历二十年（1592年），西端桥墩刻有重修碑记。 |      | 30°12′39″N 120°09′33″E / 30.21088°N 120.15923°E     |
| 美政桥                                                     |                            | 美政路桥                             | 桥旁原有城南左厢公事所，时有长官乐平人韩屏伍，执法严明，人称美政，故名美政桥。民国时期改造复兴街改为平桥，后经多次改造。 |      | 30°12′52″N 120°09′50″E / 30.21435°N 120.16377°E     |
| 小诸桥                                                     |                            | 南星桥南                             | 为单孔石拱桥，始建年代无考。 |      | 30°13′06″N 120°10′04″E / 30.21835°N 120.16765°E     |
| 南星古泉市                                                 |                            | 南星桥南，东临中河                   | 古泉泉池为长方形，以条石砌成，池底铺鹅卵石，泉石以栏杆和望柱围住，泉眼仍又泉涌。池两侧立“南星古泉”重建碑，碑文落款民国二十二年（1933年），现已立亭保护。 |      | 30°13′18″N 120°10′08″E / 30.22175°N 120.16892°E     |
| 南星桥市                                                   | 老南星桥、南新桥、朱桥     | 南星公路桥南，东出江城路，西接凤山路 | 为单孔石拱桥，始建于北宋，原名南新桥，俗名朱桥、朱家桥，清代改称里横河桥。传说乾隆下江南路过此桥，瞥见桥名，指地又指天，官员答“地为城南，天有日月星辰”，桥遂名南星桥。民国时期在桥旁修公路，桥亦名南星桥，于是又称老桥为老南星桥。现桥为清代重修。 |      | 30°13′19″N 120°10′09″E / 30.22193°N 120.16911°E     |
| 凤山桥                                                     | 吊桥                       |                                      | 始建于清，原为单孔石拱桥，因在凤山门东故名凤山桥。现为钢筋混凝土板桥。 |      | 30°13′35″N 120°10′05″E / 30.22628°N 120.16805°E     |
| 六部桥市                                                   | 都亭驿桥、通惠桥、锦云桥   | 东出六部桥直街                       | 为单孔石拱桥。南宋时六部二十四司都在桥西，故名六部桥；因桥东有都亭驿接待外邦使节，故又名都亭驿桥。元代称通惠桥，明代称锦云桥。宋宁宗时，杨皇后和史弥远密谋在桥上暗杀了主战派的韓侂冑。 |      | 30°13′48″N 120°09′55″E / 30.22994°N 120.16530°E     |
| 上仓桥                                                     | 安和桥、圣安寺桥、部院仓桥 | 东接上仓桥路，西入中河路             | 始建于宋，原为单孔石拱桥，宋名安和桥，元名圣安寺桥，清名部院仓桥。元时原有圣安寺，后改为军械库。明时在寺遗址上建储备粮仓，称胜安仓，又名老人仓，桥遂易名安和桥，俗称仓桥。后为与下城仓桥相别，改称上仓桥。民国时期改建为平桥，1986年整修。 |      | 30°13′56″N 120°09′57″E / 30.23213°N 120.16585°E     |
| 嵇接骨桥                                                   | 州桥                       | 东接嵇接骨桥下，西入中河路           | 为单孔石拱桥，始建于宋。原名州桥，后因为宋代的嵇清和明代的嵇胜居住此地，二人俱为骨科名医，故名嵇接骨桥，原先茅山河与中河、东河在此地汇合。 |      | 30°14′07″N 120°09′58″E / 30.23541°N 120.16624°E     |
| 福德桥                                                     | 黑桥                       | 东接福德桥下，西入中河路，           | 为单孔石拱桥，因为此地旧为城中染坊所在，河水多发黑，故名黑桥。原桥旁多植杨柳、银杏。 |      | 30°14′01″N 120°09′58″E / 30.23373°N 120.16618°E     |
| 通江桥                                                     | 庆元桥                     | 东接抚宁巷，西入中河路               | 为单孔石拱桥，始建于宋，原名庆元桥，清代改称通江桥。《宋史》载淳熙二年（1175年），桥下设有板闸，遇到中河水涸则开闸纳江潮入河，或为通江名字由来。 |      | 30°14′13″N 120°10′00″E / 30.23697°N 120.16662°E     |
| 望仙桥                                                     |                            | 东接望江路，西入中河路               | 始建于宋，传说桥名与八仙铁拐李有关，南宋绍兴初年，有望气者称其地有祥兆，秦桧遂置宅桥东北，后宋高宗在秦宅基础上置办德寿宫。东窗事发后，义士施全不平于岳飞之死，遂在桥上行刺秦桧，不幸失败成仁。1980年代改为钢筋混凝土板桥。 |      | 30°14′25″N 120°10′03″E / 30.24027°N 120.16752°E     |
| 新宫桥                                                     | 宗阳宫桥                   | 河坊街桥                             | 始建于宋，南宋后期称宗阳宫桥，宋度宗建宗阳宫于桥东故以为名，后世俗称新宫桥。1980年代改建为钢筋混凝土板桥。 |      | 30°14′33″N 120°10′04″E / 30.24246°N 120.16773°E     |
| 三圣桥                                                     |                            | 东接新宫桥河下，西入中河路           | 为单孔石拱桥，始建于宋。宋高宗绍兴年间在此地建旌忠庙以纪念南渡后追封为王的高永能、景思谊、程博古三位宋夏战争将领，民间俗称“三圣庙”，桥以庙名。今桥长27.3米，宽5米，为石砌拱桥，桥面有石台阶，西连中河路，东接原新宫桥河下。 |      | 30°14′37″N 120°10′05″E / 30.24367°N 120.16796°E     |
| 府桥                                                       | 荣府桥、荣富桥、抚桥       | 东接凝海巷，西入中河路               | 为单孔石拱桥，宋代时桥东有荣文恭王府，因此名荣府桥，俗称府桥。 |      | 30°14′40″N 120°10′05″E / 30.24447°N 120.16798°E     |
| 铁佛寺桥                                                   | 佑圣观桥                   | 东出水亭址，西入中河路               | 为单孔石拱桥。原名佑圣观桥，宋代时在佑圣观旁故名；明代时修建铁佛寺，寺中弥勒铁铸而成，故名铁佛寺桥。 |      | 30°14′44″N 120°10′04″E / 30.24557°N 120.16790°E     |
| 柴垛桥                                                     | 大和桥、太和桥             | 东接原凝海巷，西入中河路             | 为单孔石拱桥，始建于宋，南宋时名太和桥或大和桥，原为渡口，南宋建柴场于河东堆垛柴木，后因运输不便改建石桥。 |      | 30°14′48″N 120°10′05″E / 30.24670°N 120.16793°E     |
| 荐桥                                                       | 清泰桥、箭桥               | 清泰路西端                           | 始建于宋，南宋时崇新门（清泰门）俗称荐桥门，明时称清泰桥，清代称荐桥至今。《三言两拍》中“十五贯戏言成巧祸”“白娘子永镇雷峰塔”都是以此地为背景展开。民国时期改建清泰街，改建桥为平桥，1986年扩建为钢筋混凝土板桥。 |      | 30°14′57″N 120°10′04″E / 30.2493°N 120.1678°E       |
| 回回新桥                                                   | 回新桥、积善桥             | 东连民权路，西入中河路               | 为单孔石拱桥。元代时杭州较为富裕的回民居住此地，从事珠宝业。现桥为清代乾隆四十八年（1783年）修建。 |      | 30°15′05″N 120°10′04″E / 30.25151°N 120.16768°E     |
| 丰乐桥                                                     | 踏道桥                     | 解放路中段                           | 始建于宋，旧名踏道桥。南宋时，因桥上有酒肆丰乐楼，故名丰乐桥。1949年以后拓宽解放路，桥被改为钢筋混凝土桥，1985年扩建。 |      | 30°15′11″N 120°10′03″E / 30.25306°N 120.16760°E     |
| 新桥                                                       | 油蜡局桥、油局桥           |                                      | 始建于宋，原名新桥。宋时旁有油蜡局，故名油蜡局桥，明代改称油局桥。1986年重建时改为钢筋混凝土平桥。 |      | 30°15′23″N 120°10′2.85″E / 30.25639°N 120.1674583°E |
| 盐桥                                                       | 联桥、惠济桥               | 庆春路桥                             | 为单孔石拱桥。自钱塘江入城的盐船皆停泊于此待缴盐税，因此名盐桥。桥上原有惠济庙，建庙的时候又新建一桥，庙基与旧桥相连，故名联桥。民国初年修庆春路时在桥南又建一公路桥与旧桥相连，北侧刻惠济桥，南侧则刻联桥。1984年，中、东河改造时惠济庙被拆除。庆春路改建时，又在桥上修双层六角亭一座，亭高8米，顶为1米高葫芦宝顶，由名贵木材建筑而成，通过1.5万片花板巧妙拼装，因与胡庆余堂合建故名庆余亭。 |      | 30°15′38″N 120°10′02″E / 30.26051°N 120.16722°E     |
| 仙林桥                                                     |                            | 东接长宁街，西入中河路               | 始建于宋，因桥旁有仙林寺，故名仙林桥。仙林寺以钟闻名，宋代为杭州城中晨昏禁钟。1986年，改造为钢筋混凝土平桥。(？)现为拱桥 |      | 30°15′46″N 120°10′02″E / 30.26280°N 120.16719°E     |
| 登云桥                                                     | 曲桥                       | 凤起路中段                           | 为单孔石拱桥，始建于宋，原名曲桥，明代改名登云，桥北有贡院，科举考场得意者由贡院过桥至布政使司参加宴席，故桥名取“如登青云”之义。 |      | 30°15′54″N 120°10′01″E / 30.26496°N 120.16703°E     |
| 梅东高桥                                                   | 梅登高桥、通济桥、梅家桥   | 体育场路桥                           | 始建于宋，又名梅登高桥，南宋时称通济桥。桥旁旧有周宣灵王庙。民国时期修筑体育场路将其改为平桥，后经过多次改建，终成为今状。 |      | 30°16′19″N 120°09′59″E / 30.2720°N 120.1665°E       |
| 新横河桥                                                   |                            | 西湖边柳浪闻莺公园内                 | 为单孔石砌桥，始建于清光绪五年（1879年），桥长19米，宽4.6米，拱宽6.8米。原在中河北端的新横河上，2002年西湖南线改造时，迁至西湖边柳浪闻莺公园内。 |      | 30°14′26″N 120°09′06″E / 30.24064°N 120.15156°E     |
| 备注：斜体代表现代公路桥梁，标注市者为杭州市文物保护单位。 |                            |                                      | |      |                                                     |

### 來源
1. 1 2  《杭州市水利志》编纂委员会 (编).  (PDF). 北京: 中华书局. 2009: 302-304  [2020-06-28]. ISBN 9787101070101. （原始内容存档 (PDF)于2020-06-28） （中文）.
2. 1 2  杭州市市政志编纂办公室 (编).  (PDF). 1994: 198-199  [2020-06-26]. （原始内容存档 (PDF)于2020-06-28） （中文）.
3. ↑  杭州市地方志编纂委员会 (编). . 中华书局. 1995  [2020-06-26]. ISBN 7101015379. （原始内容存档于2020-06-26） （中文）.
4. ↑  马时雍. . 杭州: 杭州出版社. 2012. ISBN 978-7-80758-587-9. OCLC 885885328.
5. ↑  . hznews.hangzhou.com.cn.   [2023-08-29]. （原始内容存档于2023-08-29）.
6. ↑  刘亚轩. . 河南牧业经济学院学报. 2016, 29 (4): 28–33.
7. 1 2  陆琦. . 浙江水利水电专科学校学报. 2012, 24 (3): 6–8.
8. ↑  徐勤; 宣建华. . 建筑与文化. 2018, 0 (5): 121–123.
9. ↑   卷八. 杭州.
10. ↑  聂心汤, 虞淳熙 (编). . . 杭州. 万历三十七年.
11. ↑   卷二.
12. ↑  蘇軾.  . 维基文库. 元佑五年五月初五日 （中文）.
13. 1 2 3  马时雍. . 杭州: 杭州出版社. 2012: 415. ISBN 978-7-80758-587-9. OCLC 885885328.
14. ↑  杭州市下城区地名办公室 (编). . 杭州. 1994.[]
15. ↑  马时雍.  第1版. 杭州: 杭州出版社. ISBN 7-80633-899-3. OCLC 122933909.
16. ↑  蒋思荃, 邱远. . 杭州日报 (杭州日报报业集团). 2006-11-15 （中文（简体））.
17. ↑  杭州城管. . 2019-09-03  [2020-06-27]. （原始内容存档于2020-06-28） （中文）.